# Nhựt Ninh
Nhựt Ninh là một xã thuộc huyện Tân Trụ, tỉnh Long An, Việt Nam.
Xã Nhựt Ninh có vị trí địa lý:
- Phía đông giáp các huyện Châu Thành và Cần Đước
- Phía tây giáp xã Đức Tân
- Phía nam giáp huyện Châu Thành
- Phía bắc giáp xã Tân Phước Tây.

Xã có diện tích 14,48 km², dân số năm 1999 là 7.113 người, mật độ dân số đạt 491 người/km².

## Hành chính
Xã Nhựt Ninh có 5 ấp. Gồm: ấp Nhựt Tân, ấp Nhựt Hòa, ấp Nhựt Long, ấp Bình Thạnh, ấp Thuận Lợi.